# Alona smirnovi
Alona smirnovi е вид хрилоного от семейство Chydoridae. Видът е уязвим и сериозно застрашен от изчезване.

## Разпространение
Разпространен е в Северна Македония.